# Селезнёво (Сахалинская область)
Селезнёво — село в Невельском городском округе Сахалинской области России.

## География
Село находится на берегу Татарского пролива, на расстоянии 7 км к юго-западу от города Невельск, административного центра округа.

## История
В 1905—1945 годах принадлежало японскому губернаторству Карафуто и называлось Косинайсава (яп. 越内沢). После передачи Южного Сахалина СССР село получило современное название — по старому русскому названию реки (предлагался также вариант Подгорное).

## Население
| 2002 | 2010 | 2013 | 2021 |
| ---- | ---- | ---- | ---- |
| 30   | ↘27  | →27  | ↘9   |

### Половой состав
Согласно результатам переписи 2002 года, в селе проживало 30 человек (15 мужчин и 15 женщин).

### Национальный состав
Согласно результатам переписи 2002 года, в национальной структуре населения русские составляли 84 % из 30 чел.

## Улицы
В селе имеется одна улица — Дачная.